# Berthe Morisot à l'éventail
Pour les articles homonymes, voir Berthe Morisot (homonymie) et Éventail (homonymie).
Berthe Morisot à l'éventail est un tableau réalisé par le peintre Édouard Manet en 1874. Il est conservé au palais des Beaux-Arts de Lille.

## Histoire
De 1868 à 1874, Édouard Manet réalise douze portraits de Berthe Morisot devenue son modèle favori. Berthe Morisot à l'éventail est le dernier d'entre eux, réalisé en 1874, peu avant son mariage avec le frère d'Édouard Manet, Eugène Manet, après lequel elle ne pose plus. Issu de la collection de Berthe Morisot, il a peut-être été offert par l'artiste à son modèle. Accepté par l'État à titre de dation en 1999, le tableau est attribué au musée d'Orsay puis déposé au palais des Beaux-Arts de Lille en 2000.

## Description
Berthe Morisot est vêtue de noir à la suite de la mort de son père. La proximité de son mariage est annoncée par l’alliance qu’elle porte au doigt. Le portrait semble conçu comme un adieu entre le peintre et son modèle, qui ne le regarde plus comme dans les précédents portraits.